# Huyền Thố
Huyền Thổ (tiếng Hàn: Hyeon-to, tiếng Quan Thoại: Xian-tu) là một trong 4 Quận của nhà Hán lập ra trên phần đất của người Triều Tiên. Tổng trấn của thành này là Dương Trình (Yangjeong) - Hoàng tử nước Kê Ma.